# Jonny Quest in Doctor Zim's Underworld
Jonny Quest in Doctor Zim's Underworld, es un videojuego de plataformas publicado en 1991 para Commodore 64, ZX Spectrum y Amstrad CPC. El juego está basado en los dibujos animados de Jonny Quest creados por Hanna-Barbera.
- Datos: Q16582035